# Bryce Duke
Bryce Duke (Peoria, 2001. február 28. –) amerikai labdarúgó, a Montréal középpályása.

## Pályafutása
Duke az Arizona állambeli Peoria városában született. Az ifjúsági pályafutását a Real Salt Lake csapatában kezdte, majd az amerikai Barca akadémiájánál folytatta.
2020-ban mutatkozott be a Los Angeles észak-amerikai első osztályban szereplő felnőtt keretében. 2022-ben az Inter Miamihoz igazolt. 2023. április 12-én hároméves szerződést kötött a Montréal együttesével. Először a 2023. április 16-ai, DC United ellen 1–0-ra elvesztett mérkőzésen lépett pályára. Első gólját 2023. április 30-án, a Sporting Kansas City ellen idegenben 2–0-ás győzelemmel zárult találkozón szerezte meg.

## Statisztikák
2023. június 25. szerint
| Klub        | Szezon   | Osztály  | Bajnokság | Bajnokság | Kupa  | Kupa | Nemzetközi | Nemzetközi | Összesen | Összesen |
| Klub        | Szezon   | Osztály  | Meccs     | Gól       | Meccs | Gól  | Meccs      | Gól        | Meccs    | Gól      |
| ----------- | -------- | -------- | --------- | --------- | ----- | ---- | ---------- | ---------- | -------- | -------- |
| Los Angeles | 2020     | MLS      | 11        | 0         | 0     | 0    | 1          | 0          | 12       | 0        |
| Los Angeles | 2021     | MLS      | 15        | 0         | 0     | 0    | —          | —          | 15       | 0        |
| Los Angeles | Összesen | Összesen | 26        | 0         | 0     | 0    | 1          | 0          | 27       | 0        |
| Inter Miami | 2022     | MLS      | 29        | 1         | 3     | 0    | —          | —          | 32       | 1        |
| Inter Miami | 2023     | MLS      | 7         | 0         | 0     | 0    | —          | —          | 7        | 0        |
| Inter Miami | Összesen | Összesen | 36        | 1         | 3     | 0    | 0          | 0          | 39       | 1        |
| Montréal    | 2023     | MLS      | 12        | 2         | 3     | 0    | —          | —          | 15       | 2        |
| Összesen    | Összesen | Összesen | 74        | 3         | 6     | 0    | 1          | 0          | 81       | 3        |

## Sikerei, díjai
Los Angeles
- CONCACAF-bajnokok ligája
  - Döntős (1): 2020

Montréal
- Canadian Championship
  - Döntős (1): 2023